# Courant de Faraday
 (février 2020).
Si vous disposez d'ouvrages ou d'articles de référence ou si vous connaissez des sites web de qualité traitant du thème abordé ici, merci de compléter l'article en donnant les références utiles à sa vérifiabilité et en les liant à la section « Notes et références ».
Le courant faradique ou courant de Faraday est le courant généré par la réduction ou l' oxydation d'une substance chimique au niveau d'une électrode,. Le courant faradique net est la somme algébrique de tous les courants faradiques traversant une électrode indicatrice ou une électrode de travail .  

## Courant de limitation
Le courant limite en électrochimie est la valeur limite d'un courant faradique qui est approché lorsque la vitesse de transfert de charge vers une électrode augmente. Le courant limite peut être approché, par exemple, en augmentant le potentiel électrique ou en diminuant la vitesse de transfert de masse vers l'électrode. Il est indépendant du potentiel appliqué sur une plage finie et est généralement évalué en soustrayant le courant résiduel approprié du courant total mesuré. Un courant limitant peut avoir le caractère d'un courant d' adsorption, catalytique, de diffusion ou cinétique, et peut comprendre un courant de migration.

## Courant de migration
Différence entre le courant réellement obtenu, à une valeur particulière du potentiel de l'indicateur ou de l'électrode de travail, pour la réduction ou l'oxydation d'une substance électro-active ionique et le courant qui serait obtenu, au même potentiel, s'il n'y avait pas de transport de cette substance en raison du champ électrique entre les électrodes. La convention des signes concernant le courant est telle que le courant de migration est négatif pour la réduction d'un cation ou pour l'oxydation d'un anion, et positif pour l'oxydation d'un cation ou la réduction d'un anion. Par conséquent, le courant de migration peut avoir tendance à augmenter ou à diminuer le courant total observé. Dans tous les cas, le courant de migration approche de zéro lorsque le nombre de transports de la substance électro-active diminue en augmentant la concentration de l'électrolyte de support, et donc la conductivité. 

## Voir également
- Équation Butler-Volmer
- Electrode de diffusion de gaz